# Stromuhr
Le stromuhr (aussi appelé flux-mètre) est un appareil servant à mesurer le flux sanguin dans les artères et les veines inventé par le médecin et physiologiste allemand Carl Friedrich Wilhelm Ludwig en 1867.